# 奥能登国際芸術祭
奥能登国際芸術祭（おくのとこくさいげいじゅつさい、英題:Oku-Noto Triennale）とは、石川県珠洲市全域を会場として開催されるトリエンナーレ形式の国際芸術祭である。第1回は2017年に実施され、第2回は2020年開催の予定であったが、新型コロナウイルス感染症の影響により2021年に延期となり、奥能登国際芸術祭2020＋として実施された。第3回は2023年に開催された。

## 概要

### 第1回
- 副題 - 最涯の芸術祭、美術の最先端
- 主催 - 奥能登国際芸術祭実行委員会
  - 実行委員長 - 泉谷満寿裕（珠洲市長）
  - 総合ディレクター - 北川フラム
- 開催期間 - 2017年9月3日 - 10月22日（50日間）
- 会場 - 珠洲市全域
- 参加者 - 11の国と地域から39組のアーティスト

### 第2回
- 副題 - 最涯の芸術祭、美術の最先端。
- 主催 - 奥能登国際芸術祭実行委員会
  - 実行委員長 - 泉谷満寿裕（珠洲市長）
  - 総合ディレクター - 北川フラム
- 開催期間 - 2021年9月4日 - 11月5日（63日間）

　　※当初、10月24日までの51日間を予定していたが、会期中に会期を延長
- 会場 - 珠洲市全域
- 参加者 - 16の国と地域から53組のアーティスト

### 第3回
- 副題 - 最涯の芸術祭、美術の最先端。
- 主催 - 奥能登国際芸術祭実行委員会
  - 実行委員長 - 泉谷満寿裕（珠洲市長）
  - 総合ディレクター - 北川フラム
- 開催期間 - 2023年9月23日 - 11月12日（51日間）[1]

　　※2023年5月に発生した地震の影響を受け、会期を3週間遅らせた。
- 会場 - 珠洲市全域
- 参加者 - 14の国と地域から59組のアーティスト[2]

### 2024年以降
2024年元日に発生した能登半島地震により、24の常設展示のうち13作品に破損などの被害が発生した。